# Communauté de communes du pays de la faïence de Desvres
La communauté de communes du pays de la faïence de Desvres est une ancienne communauté de communes française, située dans le département du Pas-de-Calais et la région Nord-Pas-de-Calais, arrondissement de Boulogne-sur-Mer, qui a fonctionné de 1996 à 2008.

## Historique
Le 1er janvier 2009, la communauté de communes du pays de la faïence de Desvres et la communauté de communes de Samer et environs fusionnent pour donner naissance à la communauté de communes de Desvres - Samer.

## Composition
La communauté de communes était composée des communes suivantes :
1. Alincthun
2. Bellebrune
3. Belle-et-Houllefort
4. Bournonville
5. Brunembert
6. Colembert
7. Courset
8. Crémarest
9. Desvres
10. Doudeauville
11. Henneveux
12. Le Wast
13. Longfossé
14. Longueville
15. Lottinghen
16. Menneville
17. Nabringhen
18. Quesques
19. Saint-Martin-Choquel
20. Selles
21. Senlecques
22. Vieil-Moutier
23. Wirwignes

## Administration

### Élus
La communauté était administrée par des élus désignés en leur sein par chacun des conseils municipaux des communes membres.

### Liste des présidents
| Période                                  | Période | Identité            | Étiquette | Qualité                                                                   |
| ---------------------------------------- | ------- | ------------------- | --------- | ------------------------------------------------------------------------- |
| Les données manquantes sont à compléter. |         |                     |           |                                                                           |
| ?                                        | 2008    | M. Claude Prudhomme | PS        | Retraité d"ERDF Maire de Crémarest (1983 → ) Conseiller général (2004 → ) |

## Pour approfondir